# Philippe de Gaspé Beaubien III
Ne doit pas être confondu avec Philippe de Gaspé Beaubien.
Pour les articles homonymes, voir Beaubien.
Philippe de Gaspé Beaubien III est un entrepreneur et philanthrope québécois. il est le président et chef de la direction de la Fondation de Gaspé Beaubien.

## Études et profession
Après l'obtention d'un baccalauréat en lettres de l’Université de Western Ontario et d'une maîtrise en éducation à l’Université McGill, il obtient une maîtrise en administration des affaires de l’université Harvard. Il poursuit ses études à la Wharton School de l’université de la Pennsylvanie en y suivant un cours en analyse d’investissements.
Une fois ses études complétées, il travaille un certain temps pour General Foods avant d'intégrer Télémédia, l’entreprise de son père, Philippe de Gaspé Beaubien, qu'il codirigera plus tard avec son frère, François et sa sœur, Nanon. Après la vente de Télémédia quelques années plus tard, il fonde Télémédia inc, qui deviendra plus tard T Investment Corp, une société de portefeuille dont les activités s'exercent dans plus d'une centaine de pays.
En 1999, il fonde Redline Communications Inc, une entreprise qui commercialise à l’échelle mondiale des réseaux sans fil dont la couverture étendue permet un accès au réseau dans les endroits les plus difficiles d’accès ainsi qu'à des applications essentielles à la réussite de la mission de ses clients. Quatre secteurs d’activité principaux sont desservis par l'entreprise: les sociétés d'énergie, les services de distribution de télécommunications, les gouvernements et les bases militaires.
Philippe de Gaspé Beaubien III est issu d'une longue lignée d'entrepreneurs. Il représente, avec son frère et sa sœur, la 14e génération des de Gaspé Beaubien à côtoyer le monde des affaires. La famille de Gaspé Beaubien compte ainsi parmi les 20 plus grandes fortunes québécoises et les 100 plus grandes fortunes canadiennes.

## Aide aux entrepreneurs
En tant que président et chef de la direction de la Fondation de Gaspé Beaubien, Philippe de Gaspé Beaubien III mène une action de philanthrope axé sur l'aide aux entrepreneurs ainsi qu'à des organismes à but non lucratif. Cette aide aux entrepreneurs se prolonge avec la création en 2016 d'Adopte inc., concrétisant une idée proposée par Nicolas Duvernois et dont ils sont les cofondateurs avec Anne Marcotte. L'organisme à but non lucratif a pour mission de venir en aide à de jeunes entrepreneurs en leur permettant d'avoir accès à une aide financière, de la formation et un suivi de la part de gens d’affaires chevronnés. En plus d'en être l'un des cofondateurs, Philippe de Gaspé Beaubien III fait aussi partie de l'un des mentors sélectionnés lors de cette première année.